# NGC 5408
NGC 5408 este o emission-line galaxy⁠(d) situată în constelația Centaurul. A fost descoperită în 5 iunie 1834 de către John Herschel. Se află la o distanță de 5,32 megaparseci de Pământ.